# Gmina Łabiszyn
Gmina abiszyn là một gmina thành thị-nông thôn (quận hành chính) ở huyện Żnin, Kuyavian-Pomeranian Voivodeship, ở phía bắc của khu vực miền trung Ba Lan. Khu vực hành chính của nó là thị trấn Łabiszyn, nằm cách Żnin khoảng 19 kilômét (12 mi) về phía đông bắc và cách Bydgoszcz 20 km (12 mi) về phía nam.
Gmina có diện tích 166,92 kilômét vuông (64,4 dặm vuông Anh), và tính đến năm 2006, tổng dân số của nó là 9,435 người (trong đó dân số Łabiszyn lên tới 4,473 người, và dân số của vùng nông thôn của gmina là 4.962 người).

## Làng
Ngoài thị trấn Łabiszyn, Gmina Łabiszyn bao gồm các làng và các khu định cư chẳng hạn như Annowo, Antoniewo, Buszkowo, Jabłówko, Jabłowo Pałuckie, Jeżewice, Jeżewo, Kąpie, Klotyldowo, Łabiszyn-Wies, Lubostroń, Nowe Dabie, Obielewo, Obórznia, Ojrzanowo, Oporówek, Oporowo, Ostatkowo, Pszczółczyn, Rzywno, Smerzyn, Smogorzewo, Wielki Sosnowiec, Wladyslawowo, Wyręba, Załachowo và Zdziersk.

## Gmina lân cận
Gmina Łabiszyn giáp với các gmina khác chẳng hạn như Barcin, Białe Błota, Nowa Wieś Wielka, Szubin, Złotniki Kujawskie và Żnin.